# تورولپا
تورولپا (به لاتین: Turvalepa) یک روستا در استونی است که در Taebla Parish واقع شده‌است.